# René Hantke
René Hantke (* 22. Januar 1925; † 18. Juni 2024) war ein Schweizer Paläontologe, Dozent, Autor und Hochschullehrer.

## Werdegang
René Hantke habilitierte sich von 1949 bis 1954 bei Alphonse Jeannet an der ETH Zürich über die Paläobotanik der miozänen Fossillagerstätte Öhningen. Als Titularprofessor an der ETH beschäftigte er sich später jahrzehntelang mit den Eiszeiten und wurde einer der einflussreichsten Quartärspezialisten. Bekannt wurde vor allem seine drei Bände  umfassende Monographie zum Eiszeitalter im Alpenraum. Er war u. a.  befreundet mit Nicolas Théobald, Max Pfannenstiel, Eduard Gerber und W. Brückner.

## Schriften (Auswahl)
- Eiszeitalter. Die jüngste Erdgeschichte der Alpen und ihrer Nachbargebiete, (3 Bände, mit Fotos und Karten) 1992, ISBN 3-609-65300-0